# Langenegg
Langenegg – gmina w Austrii, w kraju związkowym Vorarlberg, w powiecie Bregencja. Według Austriackiego Urzędu Statystycznego liczyła 1125 mieszkańców (1 stycznia 2015).